# Консигнация
Консигнация (лат. consignatio, англ. consignment — документ, письменное доказательство) — форма комиссионной продажи товара, при которой его владелец (консигнант) передает консигнатору товар на склад. При этом товар остается собственностью консигнанта до момента его реализации. Как правило, если товар не реализуется длительное время (например, более года), то он возвращается обратно консигнанту за его счёт.
Это смешанная форма договора применяемая в торговой практике, сочетающая условия договоров комиссии, поставки и агентского, хранения и
дистрибьюторского.
Консигнационный договор (англ. consignment agгeement) широко распространён в сфере таможенной деятельности ввиду использования таможенных складов и образовался за счёт международной практики взаимодействия продавцов и покупателей. Применяется при реализации новых товаров, спрос на которые неизвестен.

## Общие положения
Это форма продажи при которой собственник (продавец, консигнант) передаёт товары для реализации на склад покупателю (консигнатору, дистрибьютору) оставаясь их собственником в течение всего времени нахождения у консигнатора. За хранение и реализацию консигнатор получает вознаграждение.
«Консигнация» имеет множество значений:
- документ, посредническое соглашение;
- особый порядок поставки и оплаты товара;
- агентский контракт и пр.[1]

Консигнационные склады в США называются «бондовыми складами» (англ. bonded warehouse), в России это таможенные склады.
Согласно принципу свободы договора консигнационное соглашение Договор может носить любое название (например договор поставки на условиях консигнации).

## Стороны
Консигнант — владелец товара, продавец.
Консигнатор — дистрибьютор, комиссионер.
Модель консигнации определяет некоторые особенности консигнатора:
- он только продаёт товар, поставляемый консигнантом и не совершает действий по закупке товаров для них;
- обязательное условие — наличие во владении консигнатора складских помещений (консигнационных складов);
- право собственности на товар, хранящийся на консигнационном складе, до его продажи остается у консигнанта;
- срок хранения товара на консигнационном складе обычно ограничен условиями соглашения (например, не более трёх лет);
- по истечении срока хранения нереализованный товар должен либо возвратиться консигнанту, либо может перейти в собственность консигнатора в соответствии с условиями договора;
- договор данного вида традиционно заключается при осуществлении торговой деятельности иностранного консигнанта внутри определённой страны сбыта товара[6].

Консигнатор в некоторых случаях выступает как ответственный хранитель.
Стороны консигнации могут быть резидентами различных государств, и при отсутствии законодательной регламентации данного аспекта можно говорить, что
это следует из практики заключения данного договора. Таким образом, если он заключён без иностранного элемента, это никак не отразится на действительности сделки.

## Преимущества
Право собственности на объект продажи остаётся у консигнанта, а консигнатор осуществляет только реализацию. В случае неплатежеспособности консигнатора консигнант может забрать с его склада нереализованный товар. Договором консигнации может быть предусмотрено поступление нереализованных товаров консигнатору в собственность с условием их полной оплаты.
Использование данного вида договора во внешней торговле предоставляет возможность оплаты таможенных пошлин и налогов непосредственно в связи с фактической реализацией товара.

## Виды консигнационных соглашений
- По способу возврата нереализованного переданного на консигнацию товара:
  - возвратное
  - частично возвратное (частью распоряжается консигнатор, а оставшимися консигнант)
  - безвозвратное
- По принадлежности сторон соглашения:
  - внутреннее (участники резиденты одной страны)
  - внешнее, международное (стороны соглашения из разных стран)[7].

## В России
Законодательством Российской Федерации, в частности Гражданским Кодексом РФ договор консигнации не предусмотрен, поэтому к нему применимы положения о договоре поставки. Также данный вид соглашения отождествляют с договором комиссии во внешней торговле (экспортно — импортными договорами), заключаемый с целью осуществления купли-продажи.